# Mustariha
Mustariha (tiếng Ả Rập: المستريحة) là một ngôi làng Syria nằm ở Abu al-Duhur Nahiyah ở huyện Idlib, Idlib. Theo Cục Thống kê Trung ương Syria (CBS), Mustariha có dân số 294 người trong cuộc điều tra dân số năm 2004.